# Hymenopenaeus laevis
Hymenopenaeus laevis är en kräftdjursart som först beskrevs av Charles Spence Bate 1881.  Hymenopenaeus laevis ingår i släktet Hymenopenaeus och familjen Solenoceridae. Inga underarter finns listade i Catalogue of Life.